# Monroe County (Alabama)
Monroe County is een county in de Amerikaanse staat Alabama.
De county heeft een landoppervlakte van 2.657 km² en telt 24.324 inwoners (volkstelling 2000). De hoofdplaats is Monroeville.

## Bevolkingsontwikkeling

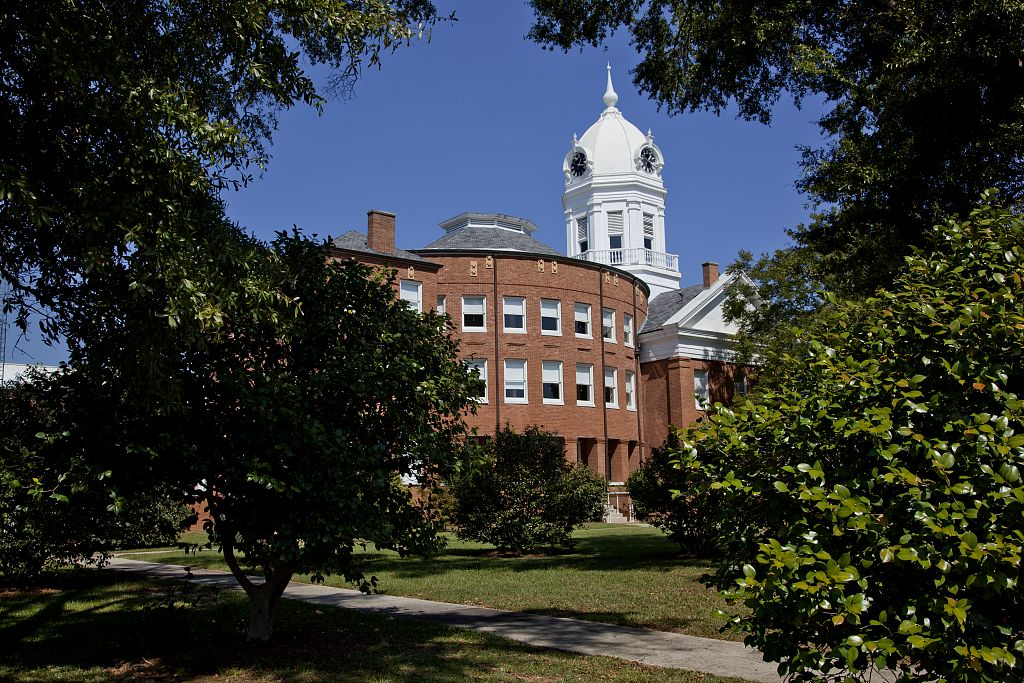
Monroe County Courthouse